# Panicum tijucae
Panicum tijucae är en gräsart som beskrevs av Stephen Andrew Renvoize. Panicum tijucae ingår i släktet vipphirser, och familjen gräs. Inga underarter finns listade i Catalogue of Life.